# سعود بوحمد
سعود بوحمد، (من مواليد 1954-) لاعب كرة قدم كويتي سابق ، وقد لعب مع نادي القادسية الكويتي ومنتخب الكويت لكرة القدم.

## بداياته
بدأ باللعب مع نادي القادسية الكويتي في عام 1969 عبر المراحل السنية (الاشبال) وما لبث طويلا حتي وصل الي الفريق الاول بالنادي ، وكانت مباراته الأولى أمام نادي التضامن الكويتي وانتهت بفوز القادسية 9-0، وقد شارك في تلك المباراة في الشوط الثاني ، وقد حصل على جائزة هداف الدوري الكويتي في موسم 1977/1978 برصيد 10 أهداف ، كما لعب مع منتخب الكويت لكرة القدم ، وفي دورة كأس الخليج 1976 سجل هدف المنتخب الكويتي في مرمى منتخب البحرين لكرة القدم.

## إعتزاله
إعتزل اللاعب سعود بوحمد عام 1985 واقيمت له مباراة اعتزال على استاد محمد الحمد بنادي القادسية ، بين فريقي نادي القادسية المطعم ببعض لاعبي ونجوم اندية الكويت ونادي الرشيد العراقي ، وبعد الاعتزال إنتقل إلى المجال الإداري في نادي القادسية حيث انتخب عضو مجلس ادارة للنادي ، كما تقلد  منصب رئيس جهاز الكرة بالنادي.